# Смелли, Уильям (акушер)
Уи́льям Сме́лли (Сма́йли; англ. William Smellie [ˈsmaɪlɪ]; 5 февраля 1697, Ланарк, Саут-Ланаркшир, Шотландия — 5 марта 1763, там же, Великобритания) — шотландский врач, анатом и педагог, основоположник современного акушерства как самостоятельного раздела медицины (в англоязычной медицинской традиции — «отец британского акушерства»; англ. the father of British midwifery). Впервые описал механизм родовых потуг; попытался измерить объём головы плода в утробе матери; измерил диагональную конъюгату таза для оценки степени его сужения (1725). Независимо от придворной акушерки Людовика XV Анжелики дю Кудро изобрёл учебный акушерский манекен («машину Смелли»). Сконструировал краниотомические ножницы, несколько разновидностей акушерских щипцов, в том числе гнутые щипцы с «английским» замком (щипцы Смелли — усовершенствованный аналог изобретения, более ста лет хранившегося в тайне английской акушерской династией Чемберленов). Разработал приём, применяемый при тазовом предлежании плода во время рождения головки и заключающийся в дополнительном сгибании головки пальцем, вводимым в рот плода (приём Смелли). Автор теоретических работ и иллюстрированных пособий по акушерству, в том числе «Трактата о теории и практике акушерского искусства» (англ. A Treatise on the Theory and Practice of Midwifery; 1742), «Коллекции акушерских случаев и наблюдений» (англ. A collection of cases and observations in midwifery; 1754) и фундаментального пособия «Набор анатомических таблиц с пояснениями и кратким изложением акушерской практики…» (англ. A Sett of Anatomical Tables, with Explanations, and an Abridgment, of the Practice of Midwifery, With a View to Illustrate a Treatise on That Subject, and a Collection of Cases; 1754) — наиболее полного иллюстрированного печатного труда по акушерству из всех, изданных до середины XVIII века. Считался хорошим художником; предположительно — автор одного из собственных портретов, сохранившихся до настоящего времени.

## Биография
Родился в семье мелкопоместных шотландских дворян Арчибальда Смелли (англ. Archibald Smellie) и Сары Кеннеди (англ. Sara Kennedy). Получил начальное и среднее образование в ланаркской грамматической школе. В 1720 году, не имея медицинской лицензии, открыл хирургическую и фармацевтическую практику в Ланарке; впоследствии около двадцати лет проработал деревенским врачом. В 1724 году женился на Юфэм (Ефамии) Борлэнд (англ. Eupham Borland; ? — 27 июня 1769), с которой прожил до конца жизни; супружеская пара осталась бездетной. В 1733 году поступил на медико-хирургический факультет университета Глазго. В 1739 году, прослушав курс лекций по акушерству в Париже, переехал в Лондон, где основал аптеку и открыл собственную практику. Тогда же принял у себя в доме на правах ученика-постояльца Уильяма Хантера — впоследствии известного акушера, одного из основоположников современной анатомии. В 1741 году начал давать платные — по три гинеи за полный курс — лекции-демонстрации для профессиональных повитух и студентов-медиков, быстро привлёкшие многочисленных слушателей; лекторская манера Смелли была описана одним из студентов как «чёткая, механическая и откровенная» (англ. distinct, mechanical, and unreserved). Практиковал бесплатный приём родов у жён бедняков — при условии, что его студентам разрешат присутствовать при операции. В 1745 году получил степень доктора медицины в университете Глазго. В 1759 году, желая посвятить остаток жизни завершению литературных трудов, вернулся в Ланарк, где приобрёл небольшое имение под названием Кингсмюир (англ. Kingsmuir) и объединил его с приобретёнными ранее землями в новое поместье — Смеллом (англ. Smellom). Умер в своём поместье. Похоронен на кладбище церкви Св. Кентигерна в Ланарке. Могила, надгробная плита и эпитафия Смелли и его жены сохранились до настоящего времени.

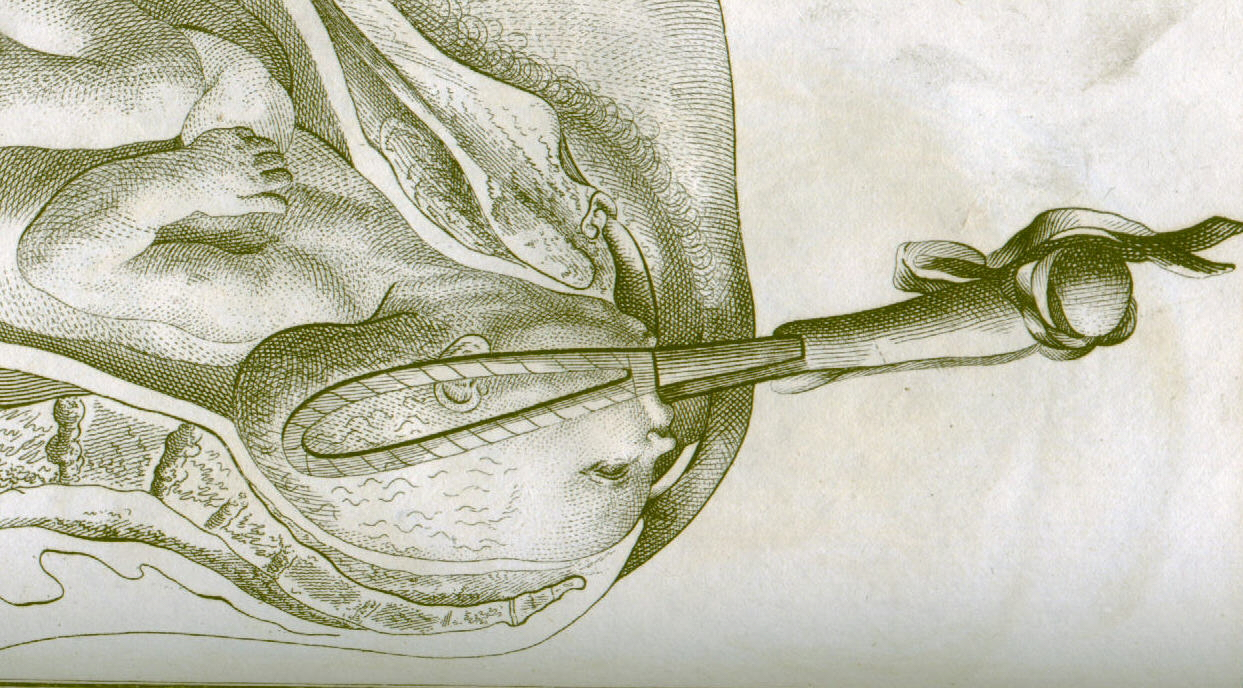
Иллюстрация из пособия Уильяма Смелли «Набор анатомических таблиц…» (1754)
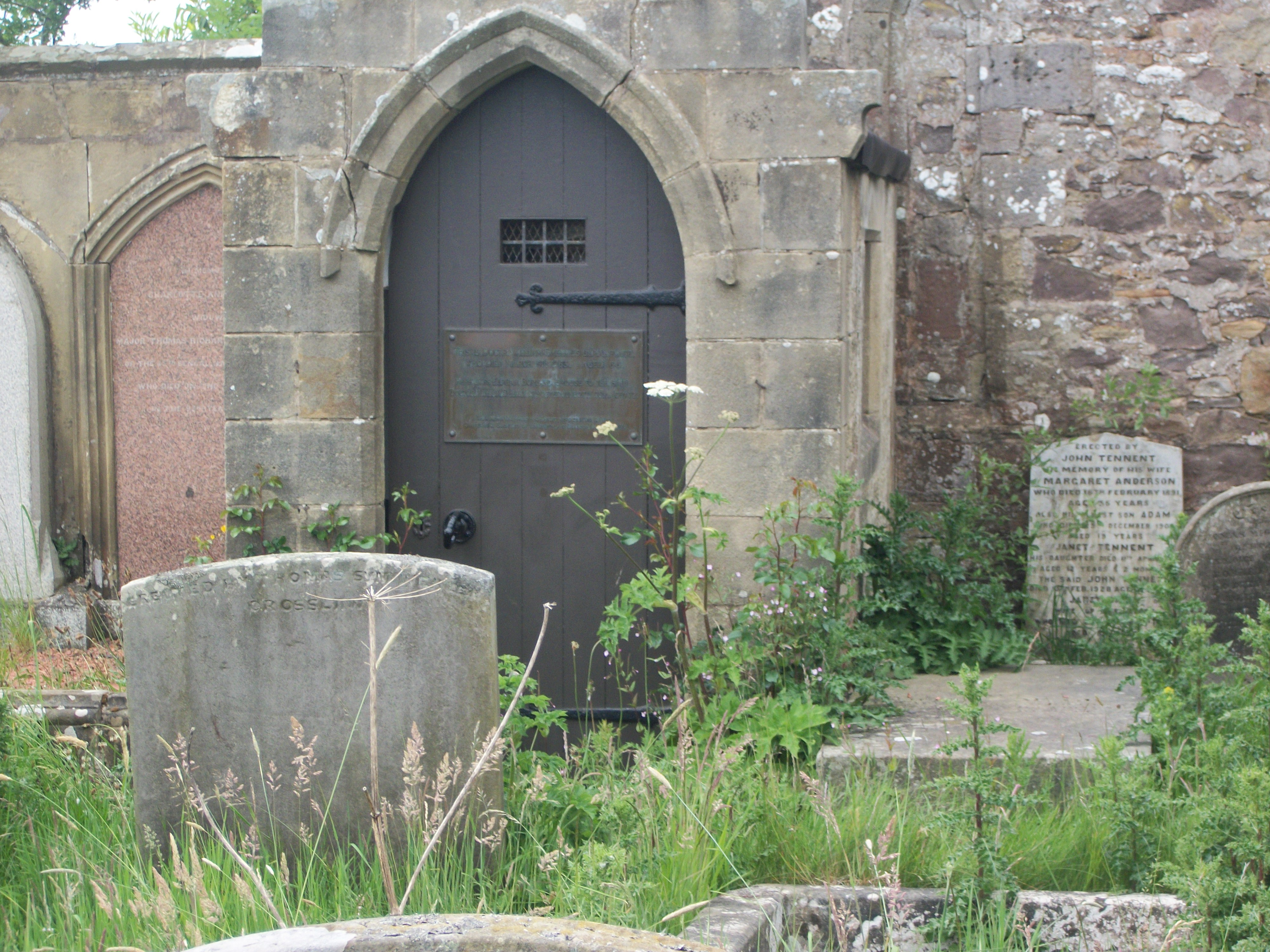
Надгробие Уильяма Смелли (Ланарк, Шотландия)

## Обвинение в «анатомических убийствах»
Ввиду подозрительно большого количества трупов женщин на последних месяцах беременности, попадавших на анатомический стол к Смелли и Хантеру, британский историк Дон Шелтон (англ. Don Shelton) обвинил их в том, что они были тайными заказчиками «анатомических убийств». В своей статье, вышедшей в февральском номере «Журнала Королевского медицинского общества» за 2010 год, Шелтон утверждает, что в период между 1749 и 1755 годами Смелли и Хантер, конкурировавшие между собой, организовали серию убийств беременных женщин в Лондоне; затем их якобы стали подозревать в этих убийствах и они прекратили свои исследования, но в 1764 году Хантер, который благодаря своим связям убедился, что не окажется под следствием, якобы продолжил заказывать убийства и делал это примерно раз в год. Как у Смелли, так и у Хантера якобы был ассистент, привлекавший исполнителей заказов, причём сообщником Хантера Шелтон считает его брата — известного хирурга Джона Хантера, а всего, согласно исследованиям Шелтона, на совести Смелли и братьев Хантеров — от 35 до 40 убитых беременных женщин. Энтони Кенни (англ. Anthony Kenny), лондонский гинеколог на пенсии, выдвинул версию о том, что Смелли и Хантеры не наводили необходимые справки о происхождении трупного материала и не знали, что имеют дело с жертвами убийств. Вопрос о виновности Смелли и братьев Хантеров, широко дискутируемый после публикации Шелтона, остаётся открытым.